# Церква Святого Миколая (Острог)
Церква Святого Миколая — дерев'яний храм у місті Острог Рівненської області. Відновлена у 2018 році на місці оригінальної будівлі Свято-Миколаївської церкви, яку було розібрано у 1864 році через пошкодження пожежею. Освячена на честь святого Миколая.

## Історія
Появу в Острозі Миколаївської церкви можна віднести до середини — другої половини XIV століття. Відомо, що на початку XVIII століття Миколаївська церква в Острозі була ставропігіальною. На початку XIX століття дерев'яна Миколаївська церква з приходом перебувала під тимчасовою опікою Острозького Успенського собору. Після пожежі в Острозі 1848 року церква зосталася дещо ушкоджена, тому богослужіння в ній припинилося, а згодом, у 1864 році, храм було цілком розібрано.
У 1905 році поруч місця, де розташовувалася церква, було побудовано кам'яну Миколаївську каплицю.
Будівництво нової дерев'яної церкви на місці розібраної і за її образом велося з 2010 року. Відбудовану Свято-Миколаївську церкву відкрито 22 травня 2018 року.

## Громада
У Свято-Миколаївській церкві та Миколаївській каплиці проводить діяльність парафія ПЦУ.
У січні 2018 року хор парафії був нагороджений за найкраще виконання серед колективів Острожчини в рамках XIII Всеукраїнського фестивалю Різдвяних піснеспівів.

## Діячі
- Даміан Наливайко — настоятель Свято-Миколаївської церкви в Острозі[8]